# Mia Negovetić
Mia Negovetić (Rijeka, 5. listopada 2002.) hrvatska je pjevačica iz Rijeke najpoznatija po pobjedi u dječjem pjevačkom talent showu Zvjezdice koji se prikazivao na RTL televiziji. 
Popularnost diljem svijeta stekla je videom na kojem pjeva Beyoncéinu pjesmu Listen, ali i sudjelovanjem u američkom televizijskom showu Little Big Shots čiji su autori Steve Harvey i Ellen DeGeneres. Nakon nastupa u poznatom američkom showu, u medijima su se pojavili brojni komentari u kojima se od Beyoncé tražilo da sklopi suradnju s Miom.

## Životopis
Jedan od najznačajnijih Mijinih nastupa bio je u kolovozu 2015. godine povodom obilježavanja 20. obljetnice vojno-redarstvene operacije Oluja kada je izvela hrvatsku himnu Lijepa naša domovino. Mia je na pjevanju himne na mimohodu nosila majicu s vučedolskom golubicom, a na nogama startasice sa simbolom pletera, koje je vukovarsko Borovo dizajniralo posebno za ovu prigodu. Živi u Rijeci sa svojim roditeljima. Neke od njenih najpoznatijih obrada pjesama su All by Myself (Celine Dion), Kao rijeka (duet s Vannom), Caruso (duet s Tonijem Cetinskim), Suus (Rona Nishliu).
Krajem 2019. godine pojavila se informacija kako je Mia dogovorila suradnju s poznatim švedskim autorima Linneom Deb, Anderzom Wrethovom i Dennizom Jamom što je potvrđeno u jednoj Instagram objavi pjevačice.
Početkom 2020. godine Mia je nastupila na Zagrebačkom festivalu s pjesmom Na pola puta do svemira, koju je sama napisala, dok je glazbu i aranžman radio poznati riječki producent Olja Dešić. Kasnije se iste godine natjecala na Dori s pjesmom When it comes to you, za čiji su tekst također zaslužni švedski autori. Na samom natjecanju Mia potvrđuje status favorita te osvaja 2. mjesto, 300 glasova publike manje od pobjednika. Iste je godine Mia izdala novi singl Pusti, koji je naišao na uspjeh. Dana 15. prosinca objavljeno je da će nastupiti na festivalu Dora 2021. s pjesmom She's like a dream. Pjesmu su ponovno napisali švedski autori Linnea Deb, Denniz Jamm i Denise Kertes, koji su zaslužni i za prošlogodišnji veliki uspjeh na istom festivalu.
Godine 2024. sudjeluje u 8. sezoni natjecateljske emisije Tvoje lice zvuči poznato.

## Diskografija

### Singlovi
| Godina | Singl                            | Najviša pozicija | Album               |
| Godina | Singl                            | HR               | Album               |
| ------ | -------------------------------- | ---------------- | ------------------- |
| 2018.  | Trouble                          | –                | Singlovi bez albuma |
| 2018.  | Runnin' Away                     | –                | Singlovi bez albuma |
| 2018.  | Little Love                      | –                | Singlovi bez albuma |
| 2019.  | Vrijeme je                       | –                | Singlovi bez albuma |
| 2020.  | Na pola puta do svemira          | –                | Singlovi bez albuma |
| 2020.  | When it Comes to You             | 6                | Singlovi bez albuma |
| 2020.  | Pusti                            | 14               | Singlovi bez albuma |
| 2021.  | Ljubav nema kraj (ft. Edi Abazi) | 9                | Singlovi bez albuma |
| 2021.  | She's Like a Dream               | 28               | Singlovi bez albuma |
| 2021.  | Ja ti priznajem                  | 12               | Singlovi bez albuma |
| 2022.  | Forgive Me                       | –                | Singlovi bez albuma |

## Nagrade i priznanja
- 2016. Večernjakova ruža 2015. –nagrada za novo lice godine[5]
- 2021. Porin – Nominirana za novog izvođača godine[6]

## Vanjske poveznice
- Novi list